# 愛知学院大学の人物一覧
愛知学院大学の人物一覧（あいちがくいんだいがくのじんぶついちらん）は、愛知学院大学に関係する人物の一覧記事。

## 著名な教職員

### 文学部
- 伊藤雅之 - 宗教文化学科教授
- 熊田一雄 - 宗教文化学科准教授
- 小林隆夫 - 歴史学科教授
- 後藤致人 - 歴史学科教授
- 中川すがね - 歴史学科教授
- 福島金治 - 歴史学科教授
- 松薗斉 - 歴史学科教授
- 多門靖容 - 日本文化学科教授

### 心理学部
- 岡本真一郎 - 心理学科教授

### 歯学部
- 池田やよい - 解剖学講座教授
- 子安和弘 - 解剖学講座講師
- 河合達志 - 教授。歯科理工学
- 尾澤昌悟 - 特殊診療科教授。有床義歯学
- 後藤滋巳 - 教授。歯科矯正学
- 有地榮一郎 - 教授。歯科放射線学

### 教養部
- 浅原正和 - 准教授。生物学
- 境田雅章 - 准教授。サッカー部総監督

## 著名な教職員(過去に在籍していた教職員)

### 文学部
- 菊池一隆 - 文学部歴史学科教授
- 小林隆夫 - 文学部歴史学科教授
- 白石浩之 - 文学部歴史学科教授
- 藤澤良祐 - 文学部歴史学科教授
- 久世敏雄 - 文学部心理学科教授、名古屋大学名誉教授
- 依田新 - 文学部心理学科教授,名古屋大学教授、 東京大学 教授等を歴任。勲二等瑞宝章、没後従三位。
- 内田一成 - 文学部心理学科教授、上越教育大学大学院学校教育研究科臨床心理学コース教授、 兵庫教育大学大学院連合学校教育学研究科博士後期課程臨床心理学研究指導担当教授（兼任）、上越教育大学名誉教授。

### 心理科学部
- 田畑治 - 心身科学部心理学科教授、名古屋大学 名誉教授

### 商学部
- 佐藤倫正 - 商学部商学科教授（名古屋大学名誉教授）

### 経営学部
- 田尾雅夫 - 経営学部教授（京都大学名誉教授）。NPO論などを専門とする。

### 経済学部
- 池上彰 - 経済学部特任教授
- 吉田文和 - 経済学部教授、北海道大学名誉教授

### 総合政策学部
- 長田雅喜 - 総合政策学部総合政策学科教授。名古屋大学名誉教授、勲瑞宝中授章、叙正四位。

### 歯学部
- 千田彰 - 歯学部保存修復学講座（歯科保存学第一講座）教授
- 早川太郎 - 名誉教授。元歯学部生化学講座教授

### その他
- 加藤鐐五郎 - 名誉教授。顧問を兼任
- 新井郁男 - 愛知学院大学教授、上越教育大学 名誉教授、財団法人教育調査研究所理事長。

## OB・OG

### 政治
- 吉田幸弘 - 元衆議院議員、歯科医師
- 大島慶久 - 元参議院議員、歯科医師
- 神田憲次 - 元衆議院議員、税理士
- 西田昭二 - 衆議院議員
- 安藤正明 - 弥富市長
- 伊藤辰矢 - 常滑市長
- 小島英雄 - 元岐阜県岐南町長
- 田中孝博 - 元愛知県議会議員
- 日野紗里亜 - 衆議院議員

### 財界
- 冨田英揮 - ディップ創業者・社長（バイトル、はたらこ）
- 酒井昌也 - エスケーアイ創業者・元社長
- 田口弘 - エムアウト創業者・社長、ミスミ取締役
- 中村元彦 - 元ユニーグループ・ホールディングス（現ユニー・ファミリーマートホールディングス）社長
- 堀江博海 - 十六銀行頭取、岐阜新聞社社長、中部経済連合会副会長
- 村瀨茂高 - WILLER創業者・社長、WILLER EXPRESS創業者・社長、元楽天バスサービス社長
- 稲吉正樹 - NOVAホールディングス社長兼オーナー、ジー・コミュニケーション創業者で元オーナー
- 沢田喜代則 - ゲオ社長、会長

### 研究者
- 岩井茂樹 - 大阪大学教授
- 若島孔文 - 東北大学教授、日本家族心理学会理事長、国際家族心理学会副会長
- 中川純 - 東京経済大学教授

### 芸能
- SEAMO - ヒップホップ・アーティスト
- ノリ・ダ・ファンキーシビレサス（中退） - nobodyknows+のメンバー
- ミズノマリ - 歌手、paris matchのボーカル
- 宮地佑紀生 - タレント
- 紗川理帆 - キャンペーンガール
- 佐伯英恵 - キャンペーンガール
- 鈴木勝美 - 声優
- 竹内栄治 - 声優
- 長江英和 - 俳優
- つぶやきシロー - お笑い芸人
- 中田彩 - タレント、歯科医師
- 稲葉将太 - タレント、歯科医師
- 夏目佳奈 - タレント
- 山下佳代 - タレント
- 佐野岳 - 中退、俳優
- 柴田基 - お笑い芸人（笑撃戦隊）
- 黒田和良 - ジャズドラマー
- 坂本遥奈 - 歌手、TEAM SHACHIのメンバー
- としみつ - YouTuber 東海オンエアのメンバー
- かの/カノックスター - YouTuber
- 堀田和則 - 俳優、ナレーター、タレント
- さとゆり - お笑い芸人

### マスコミ
- 植田尚 - テレビディレクター
- 黒宮千香子 - フリーアナウンサー
- 伴麻衣子 - フリーアナウンサー
- 小林千穂 - ラジオDJ・フリーアナウンサー
- 神保絵利子 - 岐阜放送アナウンサー
- 岡村久則 - 静岡放送アナウンサー
- 佐藤栄治 - 北日本放送アナウンサー

### スポーツ
- 大西昌之 - 元サッカー選手。
- 河野克巳 - 元バレーボール選手（元日本代表、元サントリーサンバーズ監督）
- 木村泰輔 - 元バレーボール選手（現デンソーエアリービーズコーチ、元日本女子代表アシスタントコーチ）
- 山内晶大 - バレーボール選手（日本代表、大阪ブルテオン）
- 赤星伸城 - バレーボール選手（VC長野トライデンツ）
- 尾崎隆 - 登山家
- 佐野渓- サッカー選手（カーンチャナブリー・パワーFC）
- 吉村圭司 - 元サッカー選手（愛媛FC）
- 高原寿康 - サッカー選手（FC町田ゼルビア）
- 藏川洋平 - サッカー選手（ロアッソ熊本）
- 星野真悟 - サッカー選手（佐川急便中国サッカー部）
- ハウバート・ダン - 元サッカー選手（京都サンガF.C.）
- 奥田達朗 - サッカー選手（V・ファーレン長崎）
- 平間直道 - サッカー選手（横浜スポーツ&カルチャークラブ）
- 水谷侑暉 - サッカー選手（東京武蔵野シティFC）[1]
- 知念慶 - サッカー選手（鹿島アントラーズ）
- 安東大介 - サッカー選手（藤枝MYFC）
- 秋田豊 - 元サッカー選手（京都サンガF.C.、元日本代表ディフェンダー）
- 松永成立 - 元サッカー選手（横浜マリノス他、日本代表ゴールキーパー）
- 山尾光則 - 元サッカー選手（名古屋グランパス、横浜FC　現・愛知FCコーチ）
- 広野耕一 - 元サッカー選手（名古屋グランパス）
- 築舘秀飛 - 元サッカー選手（FCマルヤス岡崎）
- 安藤智哉 - サッカー選手（アビスパ福岡）
- 西形浩和 - サッカー指導者
- 宇野秀徳 - サッカー指導者
- 桑原克典 - プロゴルファー
- 佐原慧大 - ラグビー選手(花園近鉄ライナーズ)
- 古賀俊憲 - アマチュアボクシングオリンピック選手
- 大野正己 - ソフトテニス選手、1969年（東京）1971年（台湾）アジア大会金メダル、大鹿印刷所ソフトテニス部監督
- 荒張裕司 - 中退、元プロ野球選手（日本ハム）、東京消防庁消防吏員
- 浦野博司 - 元プロ野球選手（北海道日本ハム）
- 江口亮輔 - 元プロ野球選手（ロッテ）
- 金田留広 - 中退、元プロ野球選手（東映（現・日本ハム）、ロッテ、広島）
- 河田直人 - 中退、元プロ野球選手（四国アイランドリーグplus、ベースボール・チャレンジ・リーグ）
- 木村昇吾 - 元プロ野球選手（横浜、広島、西武）、クリケット選手
- 源田壮亮 - プロ野球選手（西武）
- 小林秀一 - 愛知学院大学准教授。（硬式野球部元監督。1973年に巨人にドラフト1位で指名されたが、入団しなかった）
- 迫丸金次郎 - 元プロ野球選手（巨人、広島）
- 筒井和也 - 元プロ野球選手（阪神）
- 中村豪 - 元愛工大名電高校野球部監督
- 半田真一 - 和歌山市立和歌山高等学校野球部監督
- 原田政彦 - 元プロ野球選手（中日、日本ハム）
- 比嘉公也 - 沖縄尚学高校野球部監督
- 福泉敬大 - 中退、元プロ野球選手（巨人）
- 牧田勝吾 - 元プロ野球選手（オリックス）
- 益田明典 - 元プロ野球選手（硬式野球部監督、巨人）
- 松本卓也 - 元プロ野球選手（ダイエー）
- 三浦政基 - 元プロ野球選手（日本ハムほか）
- 村西辰彦 - 元プロ野球選手（日本ハムほか）
- 西本欣司 - プロ野球審判員
- 柴田智恵野 - 競泳選手、1968年メキシコシティー・1972年ミュンヘンオリンピック日本代表
- 吉田萌 -  アーティスティックスイミング選手（ 2020年東京オリンピック ／ 2024年パリオリンピック 主将）
- 大木一輝 - レーシングドライバー

### その他
- 青山修 - 司法書士、土地家屋調査士
- 岡崎好秀－歯科医師、国立モンゴル医学科学大学客員教授
- なかむら治彦 - 漫画家
- 新実智光 - 元オウム真理教幹部

## 博士号取得者
- 新家光雄 - 金属工学、東北大学名誉教授、元日本金属学会会長、日本チタン学会会長